# Valentina Cortese
Valentina Cortese (født 1. januar 1923, død 10. juli 2019) var en italiensk teater- og filmskuespiller. Hun var nomineret til en Oscar for bedste kvindelige birolle for sin præstation i François Truffauts Den amerikanske nat fra 1973.

## Karriere
Hun debuterede i italienske film i 1940, hvilket førte til hendes første internationalt anerkendte roller i Riccardo Fredas 1948-filmatisering af Les Misérables med Marcello Mastroianni, hvor hun spillede både Fantine og Cosette og den britiske film The Glass Mountain i 1949, der førte til en række roller i amerikansk film i perioden, men fortsatte med at indspille film i Europa med instruktører såsom Michelangelo Antonioni, Federico Fellini og François Truffaut.
Hun underskrev en kontrakt med 20th Century Fox i 1948. Hun medvirkede i Malaya (1949), en anden verdenskrigsfilm om smugling og guerillakrig mod japanerne med Spencer Tracy og James Stewart, Jules Dassins Gadepigen fra Frisco (1949) med Richard Conte og Lee J. Cobb, Skæbnehuset (1951) instrueret af Robert Wise og med Richard Basehart og William Lundigan og Joseph L. Mankiewicz' Den barfodede grevinde (1954) med Humphrey Bogart, Ava Gardner, Edmond O'Brien. I Europa medvirkede hun i Michelangelo Antonionis Veninderne (1955), Gérard Brachs Le bateau sur l'herbe (1971), Terry Gilliams britiske film Verdens største løgnhals (1988), og i Franco Zeffirelli projekter som filmen Broder sol, søster måne (1972), miniserierne Jesus of Nazareth (1977) og filmen Storia di una capinera (1993). Hendes sidste amerikanske filmrolle var i Vulkanøen (1980).

## Privatliv
Født i Milano til en familie fra Stresa (Piemonte). Cortese blev gift med Richard Basehart, sin medspiller fra Skæbnehuset i 1951 og fik en søn med ham, skuespilleren Jackie Basehart. De blev skilt i 1960. Hun har aldrig giftet sig igen. Jackie Basehart døde i Milano i 2015.